# Organizace Todt

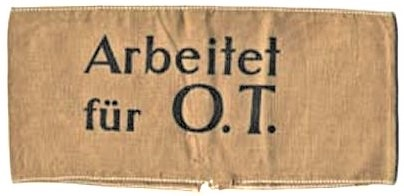
Rukávová páska pracovníků OT

Organizace Todt (německy Organisation Todt, zkratka OT) byla paramilitární jednotka určená k výstavbě strategických objektů v nacistickém Německu.
Vznikla v roce 1938. Jejím úkolem byla výstavba vojensky strategických objektů na území Třetí říše. Původně ji vedl její zakladatel, Fritz Todt, po jeho smrti ho vystřídal Albert Speer.

## Život Fritze Todta
Dr. ing. Fritz Todt se narodil 4. září 1891 v Pforzheimu. Studoval vysoké školy technického směru v Mnichově a Karlsruhe. Členem NSDAP se stal již v roce 1922 a později se stal jejím odborným poradce pro stavbu silnic. V roce 1933 se stal generálním inspektorem říšského stavitelství a řídil stavby silnic v nacistickém Německu. V úspěšné kariéře pokračoval v roce 1938 řízením výstavby obranných zařízení na západě Německa. Získal hodnost generálmajora a v roce 1940 se stal říšským ministrem pro zbrojení a střelivo a zastával řadu dalších funkcí. Přes tuto hojnost funkcí si Todt od strany udržoval určitý odstup. Své spolupracovníky si vybíral výlučně podle odborné zdatnosti a byli mezi nimi i vyslovení odpůrci režimu.
Zemřel při leteckém neštěstí 8. února 1942, které dle spekulací nebylo nehodou.

## Činnost Organizace Todt

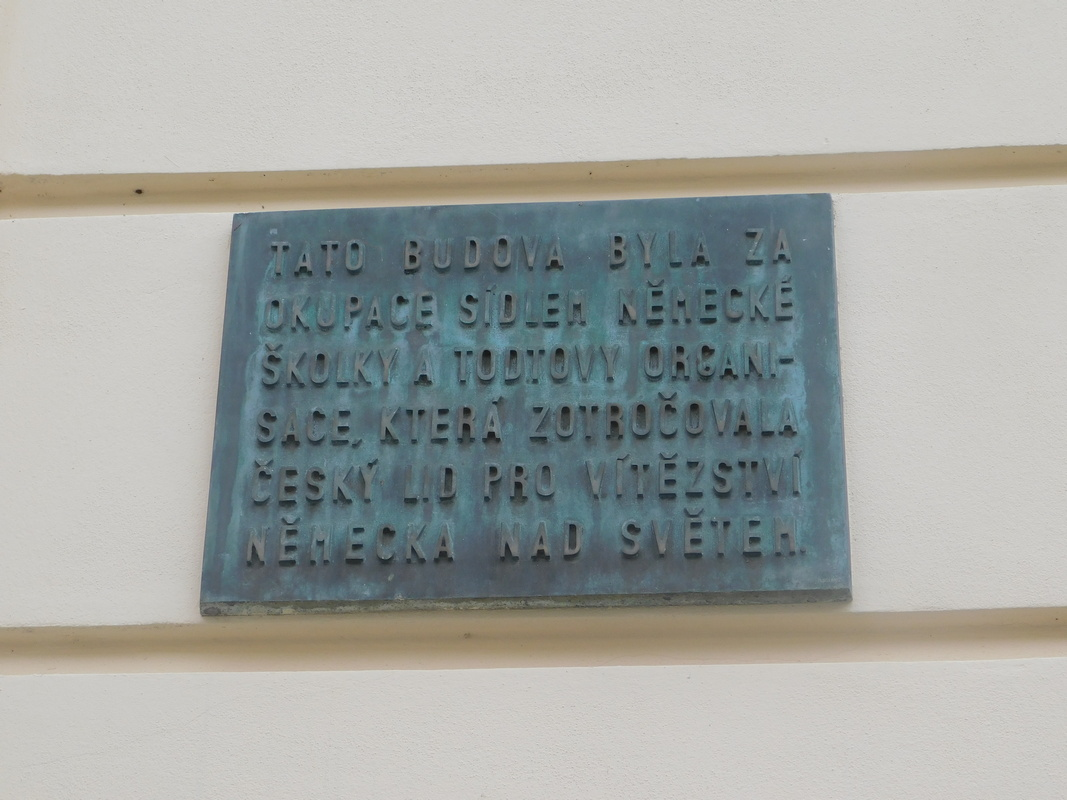
Pamětní deska připomínající sídlo Todtovy organizace v Štáflově ulici v Havlíčkově Brodě

Organizaci Todt tvořily soukromé a státní firmy, původně pro ni pracovali Němci neschopní vojenské služby, následně též inženýři a dělníci z okupovaných území.
V letech 1938–1939 organizace budovala Siegfriedovu linii – obrannou linii západní hranice Německa. Zatímco v červnu 1938 zde měla Todtova organizace k dispozici 35 000 mužů, v říjnu téhož roku již jich bylo 342 000. Později se podílela na výstavbě Hitlerových bunkrů, protiletadlových stanovišť, dálnic, podzemních továren v Polsku a Čechách, letišť či Gustavovy linie v Itálii. Po roce 1943, v době ústupu německých sil ze Sovětského svazu, metodou spálené země ničila průmyslové objekty a infrastrukturu na území, jež Němci opouštěli. V roce 1944 se dostala pod vedení jednotek SS. Pracovalo pro ni odhadem 1,4 milionu lidí, převážně vězňů koncentračních táborů. Na území Protektorátu Čechy a Morava sídlila Todtova organizace v Německém Brodě (dnešní Havlíčkův Brod) ve Štáflově ulici (na budově je pamětní deska).